# محمد خليل جمجوم
محمد خليل جمجوم (ولد بمدينة الخليل عام 1902 م- وأعدم في 17 يونيو 1930) مناضل فلسطيني من ثوار ثورة البراق. تلقى دراسته الابتدائية في الخليل.
أكمل دراسته الجامعية في الجامعة الأمريكية في بيروت وشارك في الأحداث الدامية التي تلت ثورة البراق ضد يهود في زمن الانتداب البريطاني على فلسطين.
عرف محمد خليل جمجوم بمعارضته للصهيونية وللانتداب البريطاني. جعلت مشاركته في المقاومة ضد الصهيونية أن تقدم القوات البريطانية على اعتقاله في 1929 م مع 25 من العرب الفلسطينيين وقد حكموا جميعاً بالإعدام، إلا أن الأحكام خُفِّفَت إلى مؤبد، إلا عن ثلاثة هم:
- فؤاد حسن حجازي
- محمد خليل جمجوم
- عطا أحمد الزير

وفي يوم الثلاثاء 17 يونيو 1930 تقرر إعدام الثلاثة، وكان تطبيق حكم الإعدام شنقاً في محمد خليل جمجوم الساعة التاسعة صباحاً في سجن القلعة بعكا. وقد قدم الشاعر الشعبي نوح إبراهيم مرثية للمحكومين الثلاثة غنتها فرقة العاشقين ما زالت مشهورة لدى الفلسطينيين.
كلماتها:
- من سجن عكا طلعت جنازه
- محمد جمجوم وفؤاد حجازي
- وجازي عليهم يا شعبي جازي
- المندوب السامي وربعه عموما

..
- محمد جمجوم ومع عطا الزير
- فؤاد حجازي عز الذخيرة
- انظر المقدر والتقادير
- بأحكام الظالم تا يعدمونا

..
- ويقول محمد أنا أولكم
- خوفي يا عطا أشرب حسرتكم
- ويقول حجازي أنا اولكم
- ما نهاب الردى ولا المنونا

..
- امي الحنونه بالصوت تنادي
- ضاقت عليها كل البلاد
- نادو فؤادي مهجه فؤادي
- قبل نتفرق تا يودعونا

..
- تنده ع عطا من ورا الباب
- وامي بستنظر منو الجواب
- عطا يا عطا زين الشباب
- يهجم على العسكر ولا يهابونا

..
- خيي يا يوسف وصاتك امي
- اوعي يا اختي بعدي تنهمي
- لاجل هالوطن ضحيت بدمي
- وكلو لعيونك يا فلسطينا

..
- ثلاثة ماتوا موت الأسودِ
- وجودي يا امي بالعطا جودي
- علشان هالوطن بالروح نجودِ
- ولاجل حُريتُه بيعلقونا

..
- نادى المنادي يا ناس إضراب
- يوم الثلاثا شنق الشباب
- أهل الشجاعة عطا وفؤادِ
- ما يهابو الردى ولا المنونا

## رسالة
وقد سمح له ولرفيقيه أن يكتب رسالة (هذه الرسالة أرسلت إلى الزعيم سليم عبد الرحمن) في اليوم السابق لموعد الأعدام وقد جاء في رسالتهم:
| محمد خليل جمجوم | الآن ونحن على أبواب الأبدية، مقدمين أرواحنا فداءً للوطن المقدس، لفلسطين العزيزة، نتوجه بالرجاء إلى جميع الفلسطينيين، ألا تُنسى دماؤنا المهراقة وأرواحنا التي سترفرف في سماء هذه البلاد المحبوبة وأن نتذكر أننا قدمنا عن طيبة خاطر، أنفسنا وجماجمنا لتكون أساسًا لبناء استقلال أمتنا وحريتها وأن تبقى الأمة مثابرةً على اتحادها وجهادها في سبيل خلاص فلسطين من الأعداء. وأن تحتفظ بأراضيها فلا تبيع للأعداء منها شبرًا واحدًا، وألا تهون عزيمتها وألا يضعفها التهديد والوعيد، وأن تكافح حتى تنال الظفر. ولنا في آخر حياتنا رجاء إلى ملوك وأمراء العرب والمسلمين في أنحاء المعمورة، ألا يثقوا بالأجانب وسياستهم وليعلموا ما قال الشاعر بهذا المعنى: "ويروغ منك كما يروغ الثعلب". وعلى العرب في كل البلدان العربية والمسلمين أن ينقذوا فلسطين مما هي فيه الآن من الآلام وأن يساعدوها بكل قواهم. وأما رجالنا فلهم منا الامتنان العظيم على ما قاموا به نحونا ونحو أمتنا وبلادهم فنرجوهم الثبات والمتابعة حتى تنال غايتنا الوطنية الكبرى. وأما عائلاتنا فقد أودعناها إلى الله والأمة التي نعتقد أنها لن تنساها. والآن بعد أن رأينا من أمتنا وبلادنا وبني قومنا هذه الروح الوطنية وهذا الحماس القومي، فإننا نستقبل الموت بالسرور والفرح الكاملين ونضع حبلة الأرجوحة، مرجوحة الأبطال بأعناقنا عن طيب خاطر فداء لك يا فلسطين، وختامًا نرجو أن تكتبوا على قبورنا: "إلى الأمة العربية الاستقلال التام أو الموت الزؤام وباسم العرب نحيا وباسم العرب نموت". | محمد خليل جمجوم |